# Rzeplino
Rzeplino (niem. Repplin) – wieś w Polsce położona w województwie zachodniopomorskim, w powiecie stargardzkim, w gminie Dolice, położona 7,5 km na północ od Dolic (siedziby gminy) i 13 km na południowy wschód od Stargardu (siedziby powiatu), na trasie Stargard–Choszczno.

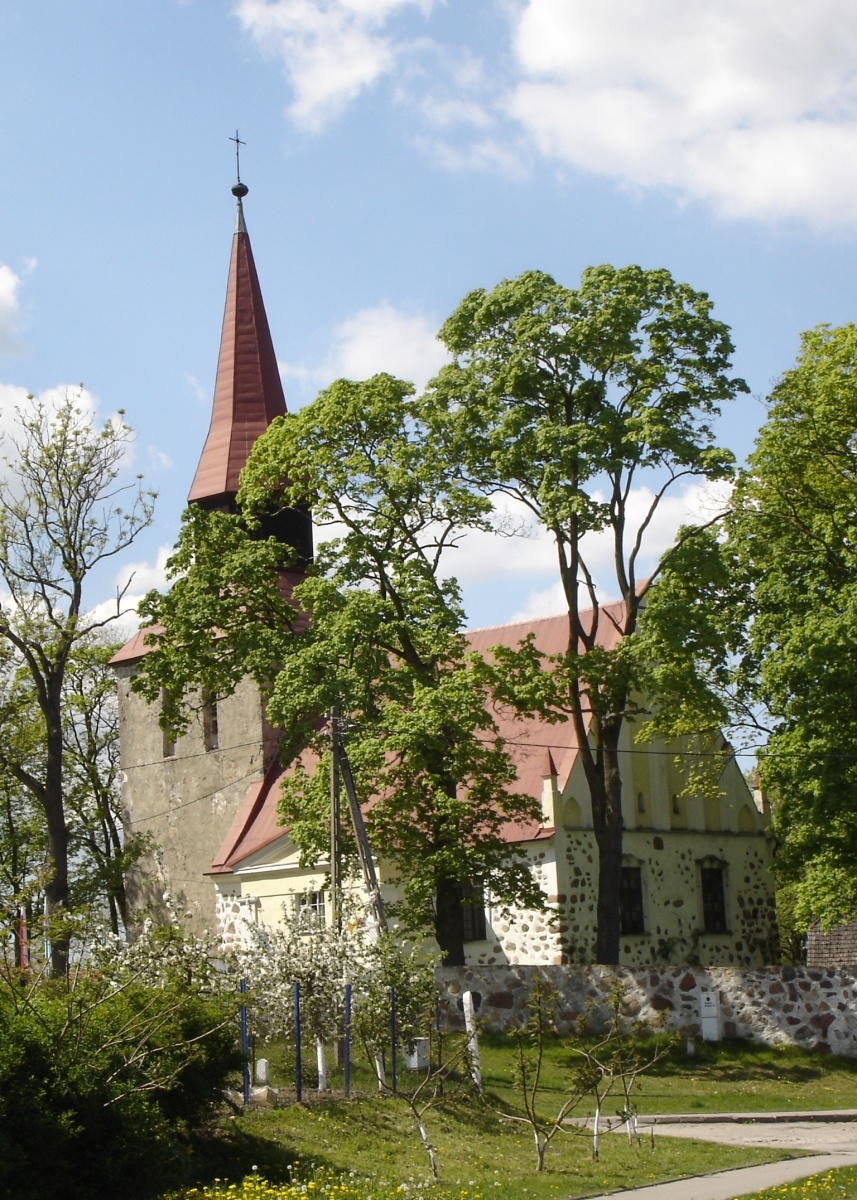
Kościół parafialny w Rzeplinie

W latach 1975–1998 miejscowość administracyjnie należała do województwa szczecińskiego.
Osada ta wymieniana była już w roku 1233. W północno-wschodniej stronie wsi znajdował się dawniej zespół pałacowy. Ruiny pałacu rozebrano w 1959 roku. Spośród starej zabudowy folwarku, zachowała się częściowo przebudowana obora. Istnieje także rozległy (12,5 ha), park krajobrazowy z XIX w. ze starodrzewem ojczystym i egzotycznym.

## Zabytki
- kościół gotycki z XV w., przebudowany w XVIII w. zbudowany z kamienia, częściowo bielony, posiada przekształcony szczyt. Podczas przebudowy dodano masywną, niską wieżę z hełmem i latarenką. Na początku XIX w. dobudowano od południa klasycystyczną, dwukondygnacyjną kruchtę, w wyposażeniu barokowa loża kolatorska[3].